# Bắc Triều Tiên trong Chiến tranh Việt Nam
Cộng hòa Dân chủ Nhân dân Triều Tiên dưới sự lãnh đạo của chủ tịch Kim Nhật Thành đã từng đóng vai trò hạn chế trong chiến tranh Việt Nam. Từ năm 1965 đến 1968, với tư cách là đồng minh của Việt Nam Dân chủ Cộng hòa, Triều Tiên đã gửi khoảng 200-400 lính (trong đó bao gồm 200 phi công) đến Việt Nam Dân chủ Cộng hòa để hỗ trợ huấn luyện (trong đó khoảng 30 phi công đã trực tiếp không chiến với máy bay Mỹ). Cũng giống như Đại Hàn Dân Quốc và Việt Nam Cộng Hòa, Triều Tiên và VNDCCH cũng có mối quan hệ kinh tế, chính trị, quân sự khăng khít. Số lượng binh sĩ Triều Tiên đứng sau Trung Quốc và Liên Xô trong số các lực lượng quân đội nước ngoài hiện diện ở Bắc Việt Nam. Tuy nhiên, vào năm 1968, CHDCND Triều Tiên đã tỏ ra vô cùng bất mãn khi Việt Nam Dân chủ Cộng hòa bắt đầu về đàm phán hòa bình với Hoa Kỳ về Hiệp định Paris 1973 nhằm kết thúc cuộc xung đột ở Việt Nam. Triều Tiên coi thỏa thuận Paris năm 1973 là "phi pháp" và ủng hộ Trung Quốc về vấn đề thành lập một liên minh các quốc gia Cộng sản châu Á (Trung Quốc, Triều Tiên, Việt Nam, Lào, Campuchia), nhưng lại không được Việt Nam Dân chủ Cộng hòa ủng hộ do nó không có Liên Xô, bấy giờ là đồng minh của VNDCCH, và cũng ngăn cản tham vọng mở rộng ảnh hưởng Việt Nam về sau ở khu vực và châu lục. Chính vì lẽ đó mà vào đầu năm 1969 Triều Tiên đã chấm dứt hiện diện và mọi hoạt động quân sự tại Bắc Việt Nam.

## Nguyên nhân
Hội nghị Genève khai mạc ngày 26 tháng 4 năm 1954 nhằm mục đích ban đầu để bàn về vấn đề khôi phục hòa bình tại Triều Tiên và Đông Dương. Do vấn đề Triều Tiên không đạt được kết quả nên từ ngày 8 tháng 5, vấn đề Đông Dương được đưa ra thảo luận. Khi hiệp định Geneve (1954) được kí kết, Việt Nam được chia thành 2 vùng tập kết quân sự. Do sự can thiệp của Hoa Kỳ, 2 vùng bị chia cắt thành 2 chính phủ đối lập nhau về ý thức hệ, điều này có chút tương đồng với bán đảo Triều Tiên khi cả hai đều bị chia cắt, có các nhà nước cộng sản ở phía bắc và tư bản ở phía nam. Chủ tịch Mao Trạch Đông và nhà lãnh đạo Liên Xô vừa mới nắm quyền khi ấy Khrushchyov đều nhận định cả Triều Tiên và Việt Nam đều là hai thành trì quan trọng để ngăn chặn sự xâm nhập của làn sóng tư bản khi ấy đang phát triển ở Đài Loan, Nhật Bản, Hàn Quốc, Thái Lan, Philippines, Singapore... Triều Tiên gửi quân sang nhằm giúp Việt Nam đào tạo phi công đồng thời để tuyên truyền, thử sức năng lực chiến đấu của quân đội Hàn Quốc  khi đó cũng đang hiện diện tại Nam Việt Nam. Cùng với đó Triều Tiên hy vọng Hoa Kỳ sẽ sa lầy tại Việt Nam, từ đó đẩy cuộc chiến ra xa khỏi Triều Tiên (khi đó vẫn chưa có thỏa thuận hòa bình chính thức giữa 2 miền Triều Tiên, Bình Nhưỡng lo sợ Seoul và Washington sẽ phát động một cuộc chiến mới trên bán đảo Triều Tiên). Ngoài ra, viện trợ từ chính phủ Liên Xô, Trung Quốc, các nước XHCN là nguyên nhân chính đổi lấy sự tham gia của Triều Tiên vào cuộc chiến (sau khi ký Hiệp định đình chiến chiến tranh Triều Tiên năm 1953, Trung Quốc, cùng với các thành viên của Khối phía Đông do Liên Xô lãnh đạo, đã hỗ trợ kinh tế rộng rãi cho Bình Nhưỡng để hỗ trợ tái thiết và phát triển kinh tế của Triều Tiên. Bên cạnh đó, một số binh sĩ Triều Tiên thấy rằng mình phải chiến đấu để trả ơn cho những hy sinh mà Chí nguyện quân Nhân dân và Hồng quân đã giúp đỡ Bình Nhưỡng trong chiến tranh Triều Tiên và quá trình giành độc lập từ Nhật Bản.

## Hoạt động quân sự
Theo quyết định của Đảng Lao động Triều Tiên vào tháng 10 năm 1966, vào đầu năm 1967, Triều Tiên đã cử một phi đội máy bay chiến đấu đến Bắc Việt Nam để hỗ trợ cho các trung đoàn máy bay tiêm kích 921 và 923 của Việt Nam để bảo vệ Hà Nội chống lại các trận ném bom của không quân Mỹ. Họ ở lại đến năm 1968; 200 phi công được báo cáo là đã phục vụ. Ngoài ra, ít nhất hai trung đoàn pháo phòng không cũng được gửi đến. Triều Tiên cũng gửi vũ khí, đạn dược và hai triệu bộ quân phục cho các đồng đội của họ ở Bắc Việt Nam.. Kim Nhật Thành được cho là đã nói với các phi công của mình rằng hãy "chiến đấu trong cuộc chiến như thể bầu trời Việt Nam là của riêng họ". 
Tháng 9/1965, khi đánh chặn cuộc oanh tạc của không lực Hoa Kỳ ở vùng sân bay Kép (Bắc Giang), một lính Triều Tiên 19 tuổi đã hy sinh. Trong những trận không chiến ác liệt năm 1967 - 1968, thêm 13 phi công Triều Tiên, trong đó có hai sĩ quan chỉ huy, hy sinh.
Tháng 9/1966, theo các tài liệu lịch sử về Việt Nam mà học giả Mỹ Merle Pribbenow, cựu nhân viên tình báo Hoa Kỳ, Hà Nội tiếp nhận từ Bình Nhưỡng 3 đại đội phi công, tạo thành một trung đoàn với 30 máy bay. Họ mặc quân phục của Việt Nam và sử dụng máy bay, hạ tầng và trang thiết bị của Việt Nam, chịu sự điều động của chỉ huy Việt Nam. Đại đội Triều Tiên đầu tiên được cử đến căn cứ không quân Kép ở tỉnh Bắc Giang vào cuối năm 1966 để hỗ trợ huấn luyện và thực hiện các nhiệm vụ trên chiến trường .

## Các chiến dịch, trận đánh lớn
- Chiến dịch Sấm Rền

## Thành tích
Theo tướng Phan Khắc Hy, sơ kết đợt đầu chiến đấu năm 1966 - 1969, không quân Việt Nam bắn rơi 222 máy bay Mỹ, bắt sống 51 phi công. Trong đó các chiến sĩ không quân Triều Tiên đã bắn rơi 26 máy bay, đổi lại đã có 14 phi công Triều Tiên hy sinh